# Apis mellifera anatoliaca
La abeja turca (Apis mellifera anatoliaca) es una subespecie de abeja doméstica conocida desde tiempos inmemorables y pertenece al Tipo O (oriental). Las especies de Anatolia, Mesopotamia e Irán muchas veces son tratadas como un área de hibiridización de subespecies por autores que indican la ausencia de barreras naturales. 
El Hermano Adam en 1965 incorporó reinas de Apis mellifera anatoliaca, elogiando la rusticidad y prolifidad de esta abeja. Son muy propensas al frío, incrementando su conducta agresiva, describiéndolas como las abejas que mejor invernan de las razas conocidas por él. Esta habilidad en la invernación la atribuye la vitalidad de la raza, tanto de reinas como de obreras. Destacando que hay reinas que mantienen grandes poblaciones durante 5 temporadas. Presentan muy buen sentido de la orientación, regresando prácticamente todas las reinas de los vuelos de fecundación. Entre los defectos que encuentra describe la conducta agresiva, el enjambrazón y la excesiva propolización. Las describe como propensas al virus de la parálisis, es una de las razas utilizadas para lograr la abeja de Buckfast.
En un estudio de genética y morfometría realizado en las abejas de Turquía, Kandemir et al. destaca que Anatolia es un centro de diversificación genético para las poblaciones de abejas de oriente medio.
Según Friedrich Ruttner Apis mellifera anatoliaca se distribuye por el centro de Anatolia, el Mar Egeo, el Mar Mediterráneo, y región del Mar Negro. Apis mellifera meda se distribuye en el sudeste de Anatolia y Apis mellifera caucasica en el noreste de Anatolia. Mientras que Apis mellifera carnica se distribuye en Tracia. Según el trabajo de Kandemir et al. las poblaciones del sudeste de Anatolia parecen pertenecer a Apis mellifera syriaca si tenemos en cuenta el índice cubital, longitud del ala, y largo del cuerpo. Estas abejas fueron aisladas por los Montes Tauros (Tauro) del sudeste de Anatolia. S Urfa y Diyarbakır, Turquía. Otra subespecie que es Apis mellifera remipes habita el norte de anatolia y autores turcos la describen para la región de Transcaucasia.